# Sergio Merlini
Sergio César Merlini (Bell Ville, Provincia de Córdoba, 13 de noviembre de 1962) es un exfutbolista argentino, que jugaba de mediocampista.

## Clubes
| Club                                   | País      | Año       |
| -------------------------------------- | --------- | --------- |
| Independiente                          | Argentina | 1982-1989 |
| → Estudiantes de Río Cuarto (cedido)   | Argentina | 1983      |
| → Gimnasia y Esgrima La Plata (cedido) | Argentina | 1986-1987 |
| O'Higgins                              | Chile     | 1989-1990 |
| Unión Española                         | Chile     | 1990      |
| Cobreloa                               | Chile     | 1991      |
| Real Cartagena                         | Colombia  | 1992      |
| Talleres de Remedios de Escalada       | Argentina | 1992-1993 |
| Douglas Haig                           | Argentina | 1993-1996 |

## Palmarés

### Torneos nacionales
| Título           | Club          | País      | Año     |
| ---------------- | ------------- | --------- | ------- |
| Primera División | Independiente | Argentina | 1983    |
| Primera División | Independiente | Argentina | 1988-89 |

### Torneos internacionales
| Título                | Club          | País      | Año  |
| --------------------- | ------------- | --------- | ---- |
| Copa Libertadores     | Independiente | Argentina | 1984 |
| Copa Intercontinental | Independiente | Japón     | 1984 |